# Toddostomella
Toddostomella' es un género de foraminífero bentónico de la familia Stilostomellidae, de la superfamilia Stilostomelloidea, del suborden Buliminina y del orden Buliminida. Su especie tipo es Siphonodosaria chileana. Su rango cronoestratigráfico abarca desde el Luteciense superior (Eoceno medio) hasta el Calabriense inferior (Pleistoceno medio).

## Discusión
Clasificaciones previas incluían Toddostomella en el suborden Rotaliina del orden Rotaliida.

## Clasificación
Toddostomella incluye a las siguientes especies:
- Toddostomella chileana †
- Toddostomella hochstetteri †
- Toddostomella spinosa †